# Frederick DuCane Godman
Frederick DuCane Godman (15 de enero de 1834 - 19 de febrero de 1919) fue un naturalista, entomólogo y ornitólogo inglés.
Godman es conocido por ser coautor de Biologia Centrali-Americanum (1879-1915) junto con Osbert Salvin. Se trata de una enciclopedia de 52 volúmenes sobre la naturaleza de América Central. Otras obras suyas son Historia Natural de las Azores (1870) y Monografía de los Petreles (1910).
Godman era el tercer hijo de Joseph Godman, Park Hatch, Surrey, y se educa en el Eton College y en el Trinity College, Cambridge.
En Cambridge establece amistad con Alfred Newton y con Salvin. Sus costumbres de esos amigos ornitólogos, cinco más, de encontrarse y charlas sobre sus recientes adquisiciones los llevaron a la fundación de la British Ornithologists' Union (BOU) en noviembre de 1857. Godman fue secretario de la BOU de 1870 a 1882 y de 1889 a 1897, y Presidente en 1896.

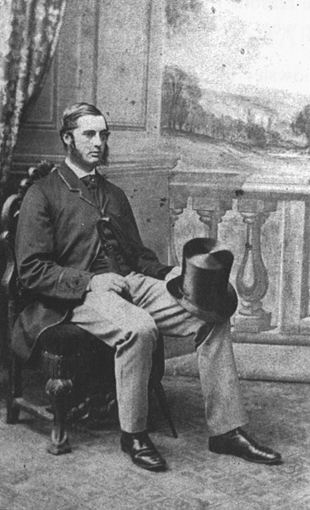
Hacia 1870.

- La abreviatura «Godm.» se emplea para indicar a Frederick DuCane Godman como autoridad en la descripción y clasificación científica de los vegetales.[2]

## Abreviatura (zoología)
La abreviatura Godman  se emplea para indicar a Frederick DuCane Godman como autoridad en la descripción y taxonomía en zoología.